# Ивановский (Выгоничский район)
Ивановский — посёлок в Выгоничском районе Брянской области, в составе Хмелевского сельского поселения. 

## География
Расположен в 4 км к северу от села Сосновое Болото. 

## История
Упоминается с начала XX века; до 1924 года в Уручьенской волости Трубчевского уезда, затем в Выгоничской волости Бежицкого уезда; с 1929 в Выгоничском районе, а в период его временного расформирования — в Почепском (1932—1939 и 1963—1965), Трубчевском (1965—1977) районе.
До 2005 года входил в Сосновоболотский сельсовет.

## Население
| 2010 | 2013 |
| ---- | ---- |
| 9    | →9   |

| Годы      | 1926 | 1979 | 1989 | 2002 | 2010 |
| --------- | ---- | ---- | ---- | ---- | ---- |
| Население | 216  | 75   | 33   | 20   | 4    |